# Paul Lorenzen
Paul Lorenzen (Kiel, 24 de marzo de 1915 - Gotinga, 1 de octubre de 1994) fue un filósofo y matemático alemán. Se hizo conocido como fundador de la Escuela de Erlangen (con Wilhelm Kamlah) y como el inventor de la semántica del juego (con Kuno Lorenz).

## Biografía
Lorenzen estudió con David Hilbert en la escuela infantil y fue uno de los estudiantes de Hasse en la Universidad de Gotinga hasta 1938. Se convirtió en discípulo de Krull en la Universidad de Bonn. Su obra principal fue sobre los fundamentos de las matemáticas, en la teoría de la demostración. Creó y modificó el constructivismo matemático. Lorenzen enseñó en Stanford, en la Universidad de Texas y en la Universidad de Boston, en los EE. UU. Fue profesor de las "John Locke Lectures" en Oxford durante el curso 1967/1968.

## Teoría
Lorenzen llegó a la Universidad de Erlangen en 1962, fundando allí la Escuela de Erlangen de filosofía. Escribió con Kamlah su famoso libro "Propedéutica lógica" ("Logische Propädeutik") y trabajó en semántica del juego (en "Dialogische Logik", logique dialogique) con Kuno Lorenz. Con Peter Janicj inventó la protofísica del tiempo y el espacio. Desarrolló una lógica constructiva, una teoría de los tipos constructiva y un análisis constructivo. 
Su obra sobre cálculo diferencial e integral está dedicada a Hermann Weyl. Lorenzen usó la técnica de Weyl para desarrollar un análisis predicativo, que puede reconstruir el análisis clásico sin el principio de medio excluido o el axioma de elección. Trabajó también con Gerhard Gentzen buscando una manera de continuar con el programa de Hilbert luego de los resultados de Godel.
En la teoría de la geometría y la física, el autor fue influenciado por Hugo Dingler. Siguió a Dingler en la construcción de una geometría y una física sin operaciones primitivas. También tomó una interpretación temprana de Steven Winberg (en "Gravitation and Cosmology", 1972) para trabajar sus dudas acerca de los elementos geométricos de la relatividad general, creyendo que las ecucaciones de Maxwell debían ser modificadas como una instancia de la relatividad general. 
También sufrió la influencia de la hermenéutica de Wilhelm Dilthey, y le gustaba citarlo diciendo que el conocimiento no puede ir detrás de la vida. La Lebensphilosophie de Dilthey era una descripción de las condiciones de la experiencia ordinaria que construimos con abstracción de la matemática y la física.
Como John Locke Lecturer presentó una lógica normativa como base para una argumentación ética y política.

## Obras principales
- Paul Lorenzen, Frederick J. Crosson (Traductor), Formal Logic, Springer, Nueva York, julio de 1964.
- Paul Lorenzen, Normative Logic and Ethics, Mannheim / Zúrich, 1969.
- Paul Lorenzen, Juan Bacon (traductor), Differential and Integral: A constructive introduction to classical analysis, The University of Texas Press, Austin, 1971.
- Paul Lorenzen, Lehrbuch der konstruktiven Wissenschaftstheorie, Mannheim / Zúrich, 1984.
- Paul Lorenzen, Pavlovic Richard Karl (trad.), Constructive Philosophy, The University of Massachusetts Press, Amherst, 1987.